# Mycosphaerella podagrariae
Mycosphaerella podagrariae är en svampart som först beskrevs av Elias Fries, och fick sitt nu gällande namn av Franz Petrak 1921. Mycosphaerella podagrariae ingår i släktet Mycosphaerella och familjen Mycosphaerellaceae.  Arten är reproducerande i Sverige. Inga underarter finns listade i Catalogue of Life.